# 吉村博次
吉村 博次（よしむら ひろつぐ、1919年10月28日 - 1999年4月14日）は、日本のドイツ文学者。同志社大学名誉教授。

## 略歴
山梨県出身。1944年東京帝国大学文学部卒。戦後同志社大学経済学部教授、1985年定年、名誉教授。専攻は、ドイツ文学・哲学。1999年、肺炎のため死去。

## 著書
- 『キエルケゴール絶望の概念 「死にいたる病」とその周辺』（夏目書店、哲学研究文庫） 1948
- 『世界の哲学思想』（串田孫一共著、実業之日本社、教養叢書） 1951
- 『午前の歌』（詩、共著、美術出版社） 1963

## 翻訳
- 『リルケとの愛の思い出』（ハッティンベルク、富士川英郎共訳、新潮社） 1953
- 『ヒルティ選集 第4 幸福論 第2』（東京創元社） 1959
- 『ルー・サロメ』（リルケ、富士川英郎共訳、弥生書房、弥生選書） 1959
- 『大空の種族 花と動物と神の童話』（ワルデマール・ボンゼルス、創文社、アルプ選書） 1960
- 『リルケ全集 第10 ベンヴェヌークへの手紙』（弥生書房） 1961
- 『リルケ全集 第8 ヴォルプスヴェーデ』（弥生書房） 1962
- 『リルケ全集 第12 日記 1899 - 1900年』（弥生書房） 1963
- 『シュトルム詩集』（弥生書房、世界の詩） 1966
- 『トラークル詩集』（弥生書房、世界の詩） 1968
- 『フロイト著作集 第5 性欲論』（懸田克躬共訳、人文書院） 1969
- 「イヴァン・ゴル」（イヴァン・ゴル、河出書房新社、『ドイツ表現主義01 - 表現主義の詩』） 1971
- 「トゥブッチュ」 （アルベルト・エーレンシュタイン、河出書房新社、『ドイツ表現主義02 - 表現主義の小説』） 1971
- 「メトゥーザレム - あるいは永遠のブルジョア」（イヴァン・ゴル、河出書房新社、『ドイツ表現主義03 - 表現主義の演劇・映画』） 1971
- 『裏面 - ある幻想的な物語』（アルフレート・クビーン、土肥美夫共訳、河出書房新社） 1971
- 『心理学的類型』（ユング、中央公論社、世界の名著 続 14） 1974
- 『ショーペンハウァーとニーチェ』（白水社、ジンメル著作集 5） 1975
- 『ヘルマンとドロテーア』（潮出版社、ゲーテ全集 2） 1980.9
- 『善悪の彼岸』（白水社、ニーチェ全集 第2期・第2巻） 1983.1